# Autolyca sphaerocephala
Autolyca sphaerocephala är en insektsart som först beskrevs av Ludwig Redtenbacher 1906.  Autolyca sphaerocephala ingår i släktet Autolyca och familjen Pseudophasmatidae. Inga underarter finns listade.